# André Segatti
André Romari Segatti (San Paolo, 15 maggio 1972) è un attore e modello brasiliano.
Nel 2009 ha preso parte alla seconda edizione del reality show A Fazenda, equivalente brasiliano dell'italiano La fattoria andato in onda su Rede Record.

## Televisione

### Telenovelas e miniserie
- A Turma do Didi (1998)
- Torre di Babele (Torre de Babel) (1998)
- Labirinto (1998)
- Sai de Baixo (1999)
- La scelta di Francisca (Chiquinha Gonzaga) (1999)
- Prova de Amor (2006)
- Caminhos do Coração (2007)
- Os Mutantes - Caminhos do Coração (2008)
- Bela, a Feia (2009)
- A Lei e o Crime (2009)
- Deus Salve o Rei (2018)

### Altro
- A Fazenda 2 (2009-2010)

## Cinema
- Syndrome - Gregory (2000)
- O Trapalhão e a Luz Azul - Davi/Príncipe Levi (1999)